# 肯茨-屈斯特罗
肯茨-屈斯特罗是德国梅克伦堡-前波莫瑞州的一个市镇。总面积17.90平方公里，总人口525人，其中男性255人，女性270人（2011年12月31日），人口密度29人/平方公里。